# Đường sắt Phố Lu – Pom Hán
Đường sắt Phố Lu – Pom Hán là một tuyến đường sắt có tổng chiều dài là 25 km thuộc tỉnh Lào Cai, Việt Nam. Tuyến đường sắt này bắt đầu từ ga Phố Lu thuộc huyện Bảo Thắng, tỉnh Lào Cai và điểm cuối là ga Pom Hán, thành phố Lào Cai. Tuyến này có thể kết nối với tuyến đường sắt Hà Nội - Lào Cai.